# خوان خسوس هرناندز دلگادو

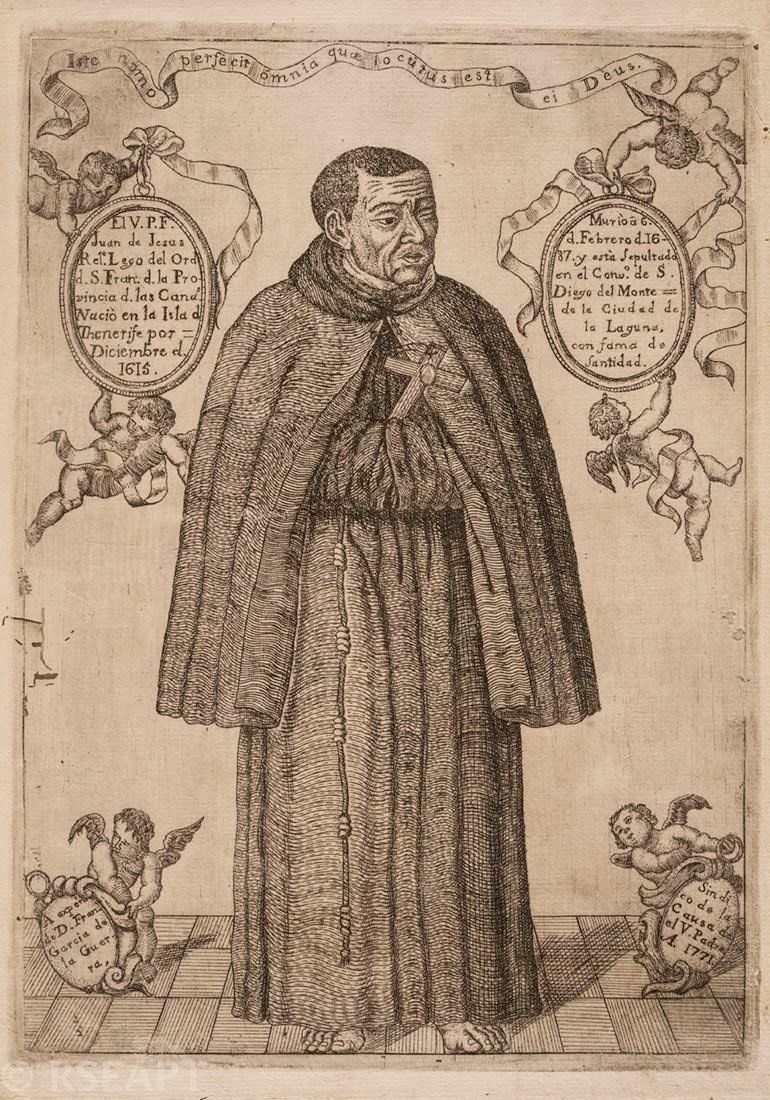
خوان خسوس هرناندز دلگادو

خوان خسوس هرناندز دلگادو (به اسپانیایی: Fray Juan de Jesús Hernández y Delgado) یک راهب فرانسیسکن اسپانیایی بود که در تنریف در دسامبر ۱۶۱۵ (میلادی) به دنیا آمد.
او از نوادگان پادشاه این جزیره پیش از فتح آن بدست اسپانیا بود. او در آغاز در گاراچیو به عنوان بشکه ساز کار می‌کرد، اما صاحب کار او که مردی خشن بود عصبانیتش را سر شاگردش خالی می کردتا جایی که یک بار او را در آتش انداخت که به از دست دادن بینایی یک چشم وی منجر شد. او این را به مثابه آزمایشی برای ایمانش دانست و در مواجهه با آن تلفیقی از توبه و نیایش را برگزید. نزاع خوان د عیسی به یک دوستی بزرگ با راهبه ماریا د لئون است. او در تاریخ ۶ فوریه ۱۶۸۷ (میلادی) درگذشت. امروز در روند قدیس شدن است.
درخواست تقدیس او به سریر مقدس ارسال شده است.